# Вероніка I
Вероніка I (д/н — 1721) — 12-й нгола (володар) незалежної держави Ндонго і 8-й нгола держави Матамба в 1681—1721 роках.

## Життєпис
Походила з династії Гутьєреш. Донька Жоао (Нголо Каніні) та Барбари Мбанді. При народженні отримала ім'я Кангала Кінгванда. 1656 року хрестилася під ім'ям Вероніка. 1663 року його мати стала правителькою (нголою) держави Матамба-Ндонго. Втім 166 року її було повалено військовиком Нзінґа Мона. Разом з батьком й братом Франсішку втекла до Луанди під захист португальців.
1680 року брат Франсішку I захопив трон, поваливши Нзінґу Мону. Але 1681 року він загинув у битві з португальцями біля Католе. Але втрати супротивника були значними, тому він залишив кордони Ндонго. Вероніка спадкувала трон. 1683 року уклала мирну угоду з Португалією.
1688 року вступила у протиріччя з португальцями за область Дембо на схід від Матамби, яка колись була підвладна нголам. Бої 1689 року біля португальської фортеці Амбака не мали переможця. Втім війська Вероніки I відступили з Дембо. У 1692—1693 роках було здійснено нову спробу відвоювати цю область, але також без результату.
1701 року відхилила прохання капуцинів відновити свою місію в Матамби через огиду до білих, а не проти християнства. 1706 року намагалася укласти антипортугальський союз з Педру IV, маніконго Конго, але через загрозу великої війни з боку Португалії він не відбувся. Тим не менше, стан постійного конфлікту з португальцями в Амбаці та Кахенді призвів до фактичного обезлюднення країни на захід від Матамби, оскільки люди тікали або були захоплені работоргівцями.
Сама Вероніка I активна вела работоргівлю захопленими людьми з областей підвладними Португалії та Касандже. Їх продавали голландцям, англійцям і французам на ринках держави Лоанґо.
До кінця свого панування намагалася відновити владу над колись залежними племенами, але марно. Померла 1721 року. Їй спадкував названий син Афонсу I.